# Nesar Ahmad Bahawi
 Nesar Ahmad Bahawi   (Kapisa, 27 maart 1984) is een Afghaans taekwondoka. Hij vertegenwoordigde Afghanistan tweemaal op de Olympische Spelen, maar behaalde hierbij geen medailles. 
Bahawi nam in 2008 een eerste keer deel aan de Olympische Zomerspelen. In de klasse tot 68 kg verloor hij in de eerste ronde van Mark López, die later de zilveren medaille zou behalen. Bahawi was vlaggendrager tijdens de openingsceremonie. Op de Olympische Spelen van 2012 kwam Bahawi uit in de categorie tot 80 kg. In de kamp om het brons verloor hij van de Italiaan Mauro Sarmiento. Opnieuw was Bahawi de vlaggendrager tijdens de openingsceremonie. 

## Palmares
Klasse tot 68 kg
- 2008: 7e OS

Klasse tot 72 kg
- 2007:  WK

Klasse tot 80 kg
- 2012: 5e OS